# Megamphopus longicornus
Megamphopus longicornus är en kräftdjursart som beskrevs av Édouard Chevreux 1911. Megamphopus longicornus ingår i släktet Megamphopus och familjen Isaeidae. Inga underarter finns listade i Catalogue of Life.